# فرانك هايز (فارس)
فرانك هايز (بالإنجليزية: Frank Hayes)‏ هو فارس أمريكي، ولد في 1888 في الولايات المتحدة، وتوفي في 4 يوليو 1923 في نيويورك في الولايات المتحدة بسبب نوبة قلبية.